# Anadenobolus olivaceus
Anadenobolus olivaceus är en mångfotingart som först beskrevs av Newport 1844.  Anadenobolus olivaceus ingår i släktet Anadenobolus och familjen Rhinocricidae. Inga underarter finns listade i Catalogue of Life.